# H-IIB

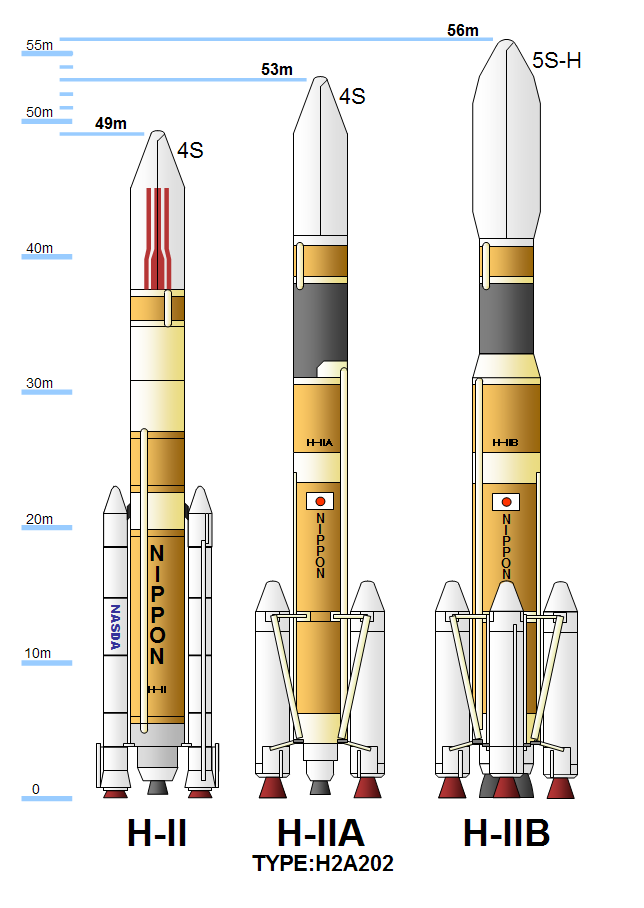
H-II series

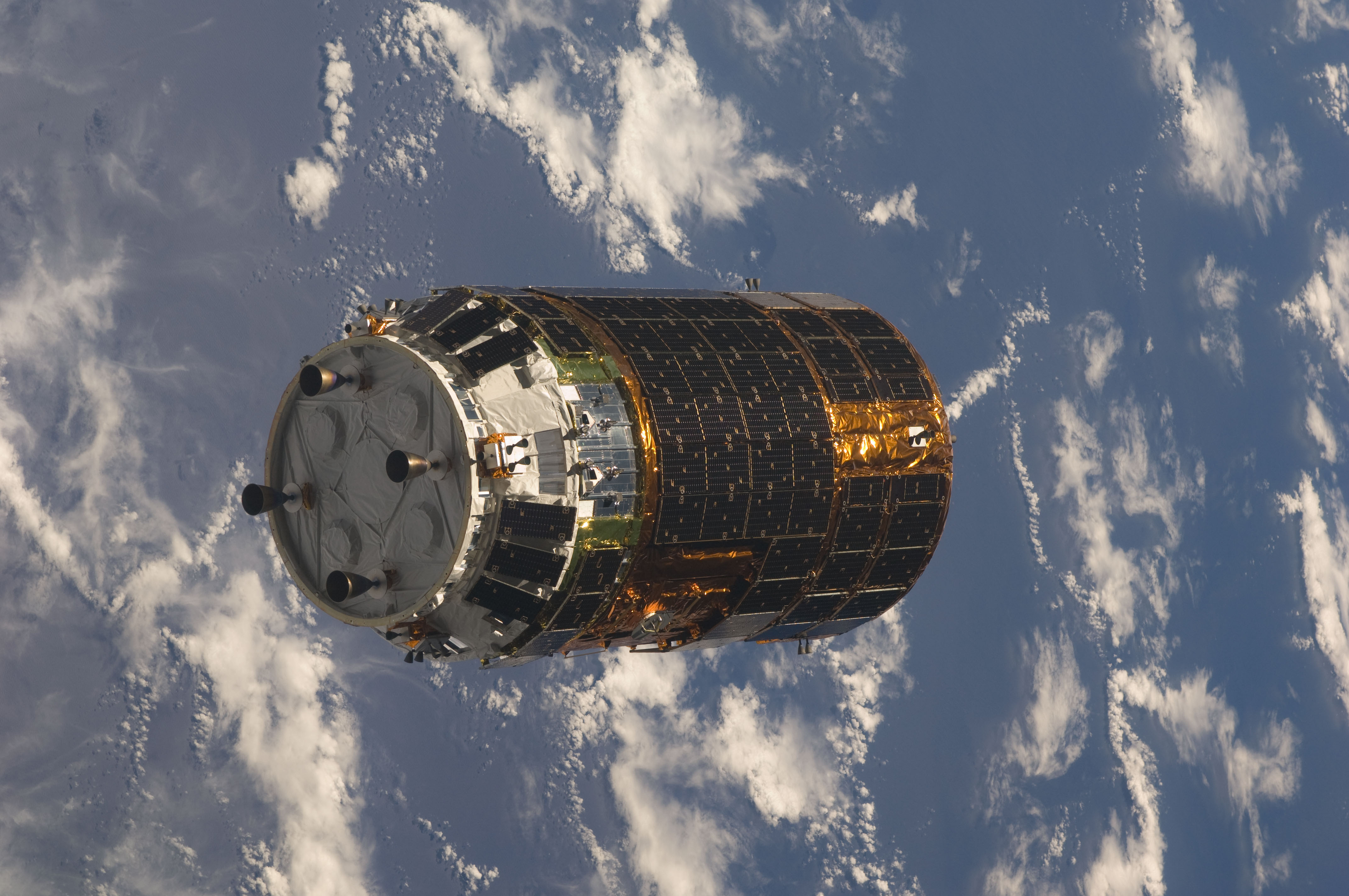
H-IIB에서 운반된 HTV가 국제 우주 정거장에 접근한다.

H-IIB(H-2B)는 H-IIA(H-2A)를 개량한, 일본의 액체연료 기반 중형 발사체이다. 일본의 우주발사체 중 가장 대형이었다.
H-2A에서 달라진 점은, 1단 엔진이다. 즉, H-2A의 1단 엔진은 추력 100t급의 미쓰비시 LE-7A 엔진 1개를 사용하나, H-2B는 2개를 사용했다. 그밖에, 2단 엔진이 추력 14t급의 미쓰비시 LE-5B 엔진 1개인 점과, 1단엔진 옆에 추력 230t급인 SRB-A3(고체로켓부스터) 4개를 장착한 것은, H-2A와 같다. (SRB-A와 SRB-A3의 추력과 비추력은 임무에 맞춰서 변동)
H-2B는 총 9기 발사되어 모두 성공했다. 그러나, 일본 우주산업의 고질적인 문제점으로 지적되고 있는 "고비용 저효율" 구조를 극복하고자, H-2B는 2020년 5월 20일 (UTC) HTV-9 호기 발사를 마지막으로 퇴역하였고, 그 후속으로 H3가 개발중이다.

## 다른 로켓과의 비교
H-2B는 저궤도 최대 페이로드 19t 운반능력을 보유하였고, 유인우주정거장 모듈을 발사할 수 있었다. 비슷한 급의 우주발사체로는 러시아 흐루니체프의 프로톤 로켓, 유럽우주국의 아리안5가 있다.

## 발사 기록
|   | 날짜 (UTC)            | 비행 | 탑재체                                                                         | 결과 |
| - | --------------------- | ---- | ------------------------------------------------------------------------------ | ---- |
| 1 | 2009년 9월 10일 17:01 | F1   | HTV-1                                                                          | 성공 |
| 2 | 2011년 1월 22일 05:38 | F2   | HTV-2 (Kounotori 2)                                                            | 성공 |
| 3 | 2012년 7월 21일 02:06 | F3   | HTV-3 (Kounotori 3) Raiko WE WISH FITSAT-1 (Niwaka) TechEdSat F-1              | 성공 |
| 4 | 2013년 8월 3일 19:48  | F4   | HTV-4 (Kounotori 4) Pico Dragon Ardusat-1 Ardusat-X TechEdSat-3                | 성공 |
| 5 | 2015년 8월 19일 11:50 | F5   | HTV-5 (Kounotori 5) SERPENS S-CUBE Flock-2b x 14 GOMX-3 AAUSAT5                | 성공 |
| 6 | 2016년 12월 9일 13:26 | F6   | HTV-6 (Kounotori 6) AOBA-Velox III TuPOD EGG ITF-2 STARS-C FREEDOM WASEDA-SAT3 | 성공 |
| 7 | 2018년 9월 22일 17:52 | F7   | HTV-7 (Kounotori 7)                                                            | 성공 |
| 8 | 2019년 9월 24일 16:05 | F8   | HTV-8 (Kounotori 8)                                                            | 성공 |
| 9 | 2020년 5월 20일 17:31 | F9   | HTV-9 (Kounotori 9)                                                            | 성공 |

## 같이 보기
- 하야부사 (우주선)
- 가구야
- 일본의 항공우주개발 연혁